# Metz-Ville (quận)
Quận Metz-Ville là một quận của Pháp nằm trong tỉnh Moselle thuộc vùng Lorraine. Nó có 4 tổng và 1 xã.

## Các đơn vị hành chính

### Các tổng
Các tổng của quận Metz-Ville là:
1. Tổng Metz-Ville 1
2. Tổng Metz-Ville 2
3. Tổng Metz-Ville 3
4. Tổng Metz-Ville 4

### Các xã
Các xã của quận Metz-Ville và mã INSEE là:
| 1. Metz (57463) |